# Britt Bongaerts
Britt Bongaerts (Roermond, 3 november 1996) is spelverdeelster van de Nederlandse volleybalploeg.

## Carrière
Bongaerts speelde bij de Volleybalvereniging Peelpush Meijel en bij het Talenten-team Papendal Arnhem. In 2014 verhuisde ze naar TV Twente Eurosped Almelo. Eind van dat jaar werd ze als spelverdeler, die alle stadia in vertegenwoordigende nationale teams doorliep, geëerd met de naar Ingrid Visser vernoemde onderscheiding voor het beste jonge talent.
Met het nationale A-team nam Bongaerts deel aan de Volleyball World Grand Prix in 2015. Aansluitend werd zij aangetrokken door de Duitse Bondsliga-vereniging Ladies in Black Aachen in Aken. In verband met financiële problemen bij deze vereniging stapte ze in 2016 over naar USC Münster. Met deze formatie bereikte zij de Bundesliga-Play-offs en in de bekercompetitie de kwartfinale. Vervolgens keerde zij terug in Aken en bereikte hier met de Ladies de halve finale van de Play-offs. Vervolgens stapte ze over naar de Duitse kampioen SSC Palmberg Schwerin.
In oktober 2018 maakte zij deel uit van de Nederlandse volleybalploeg (vrouwen), die de halve finale van het Wereldkampioenschap volleybal vrouwen in Japan bereikte.
Sarah van Aalen · Indy Baijens · Britt Bongaerts · Anne Buijs · Nika Daalderop · Elles Dambrink · Marrit Jasper · Jolien Knollema · Juliët Lohuis · Celeste Plak · Florien Reesink · Eline Timmerman